# Toulouse School of Economics
Toulouse School of Economics (TSE) er en europæisk uddannelses- og forskningsinstitution indenfor økonomi og en del af Université Toulouse-I-Capitole, der er et af flere universiteter beliggende i den franske by Toulouse. Stedet regnes for en af verdens bedste uddannelses- og forskningsinstitutioner for økonomer. I august 2018 rangerede skolen på niendepladsen over økonomiske forskningsdepartementer i hele verden, baseret på videnskabelige publikationer.  TSE blev grundlagt under sit nuværende navn i 2011, men trækker sin historie tilbage til 1978, hvor den unge franske økonom Jean-Jacques Laffont med en nybagt Ph.D.-grad fra Harvard University fik ideen til at skabe et økonomisk forskningscenter i sin hjemby Toulouse.
Skolens nuværende direktør er Jean Tirole, der modtog Nobelprisen i økonomi 2014. Der tilbydes følgende grader: Bachelor, Master og Ph.d.